# 소소문
해릉공왕 소소문(海陵恭王 蕭昭文, 480년 ~ 494년)은 중국 남북조 시대 남제의 제4대 황제(재위: 494년)로, 자는 계상(季尙)이다. 폐위되어 해릉왕으로 격하되었고, 난리 중 살해당했다.

## 생애
486년에 임여공(臨汝公)으로 봉해졌다.
494년에 형인 소소업이 폐위되어서 살해되자 서창후 소란에 의해서 제위에 올랐다. 그러나 정치의 실권은 소란이 갖고 있어서 소란의 허락 없이는 황제는 마음대로 식사 반찬을 고를 수 없게 되고 자유롭게 행동을 할 수 없게 되었다. 그리고 즉위한 후에 불과 4개월 만에 소란이 황태후를 이용하여 황태후의 조서에 의해서 폐위되었고 해릉왕으로 격하되었으나 얼마 지나지 않아 해릉왕 소소문은 소란에 의해 살해당하였다.

## 기년
| 해릉왕      | 원년            |
| ----------- | --------------- |
| 서력 (西曆) | 494년           |
| 간지 (干支) | 갑술(甲戌)      |
| 연호 (年號) | 연흥(延興) 원년 |